# Jack Benny
Jack Benny és el pseudònim de Benjamin Kubelsky (Chicago, 14 de febrer de 1894 − Holmby Hills, Los Angeles, 27 de desembre de 1974) va ser un comediant, actor de cinema, ràdio i televisió, i violinista nord-americà. Reconegut com a capdavanter dels artistes nord-americans d'entreteniment del segle xx, Benny sovint retrata el seu caràcter com a garrepa, que toca malament el seu violí, i reclama tenir 39 anys, malgrat la seva edat real.
Benny va ser conegut pel seu temps còmic i l'habilitat de fer riure amb una pausa incòmoda o una expressió senzilla, com la seva signatura desesperada Well! Els seus programes radiofònics i televisius, populars de 1932 fins a la seva mort el 1974, van tenir una influència important en el gènere de la comèdia de situació (sitcom).

## Biografia
Des de petit va aprendre a tocar el violí, participant en vodevils des del 1912 i en descobrir el seu talent per a la comèdia, va decidir dedicar-s'hi. Va debutar en el món del cinema amb una pel·lícula de 1927 i va aparèixer en d'altres entre els anys 1930 i 1945.

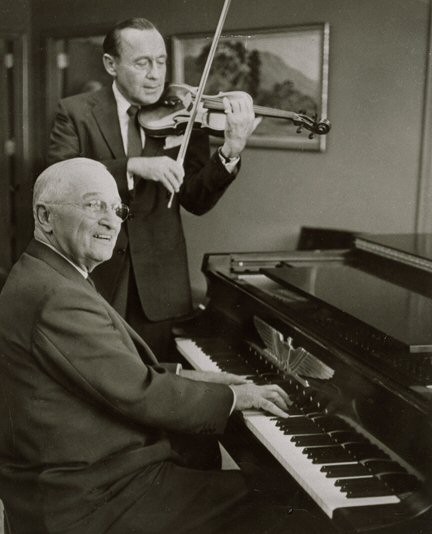
Jack Benny (amb el violí) al costat de Harry S. Truman

Va començar l'activitat professional com violinista i actor de vodevil, successivament va aparèixer en els anys trenta en nombrosos musicals i comèdies de Hollywood, com Broadway Melody of 1936 (1935) de Roy Del Ruth, impressionat amb les coreografies de Dave Gould (premiat amb l'Oscar) i els números musicals de Eleanor Powell, i la comèdia d'ambigüitats La tia de Carlo (1941) d'Archie Mayo. A la pantalla gran va tenir un paper principal en The Horn Blows at Midnight (1945) de Raoul Walsh.
Es va fer famós amb el seu espectacle setmanal anomenat Jack Benny Program, que es va transmetre a la ràdio des de 1932 fins al 1955 i a la televisió de 1950 a 1965.
Alhora va treballar també a la ràdio, interpretant amb èxit el personatge d'un avar, mentre en televisió el seu més gran èxit va ser The Jack Benny Program, adaptació del programa radiofònic homònim.
Va presentar la cerimònia d'assignació dels premis Oscar el 1946.
En la versió original de la pel·lícula Retorn al futur, ambientat en el '55, el doctor Brown l'anomena irònicament com possible ministre del Tresor, en la hipòtesi absurda d'una presidència de l'actor Ronald Reagan.

## Filmografia
- The Hollywood Revue of 1929, dirigida per Charles Reisner (1929)
- Lord Byron of Broadway, dirigida per Harry Beaumont i William Nigh (1930)
- Chasing Rainbows, dirigida per Charles Reisner (1930)
- Broadway Melody of 1936, dirigida per Roy Del Ruth (1935)
- Artists and Models, dirigida per Raoul Walsh (1937)
- Charley#'s Aunt, dirigida per Archie Mayo (1941)
- Ser o no ser! (To Be or Not to Be), dirigida per Ernst Lubitsch (1942)
- George Washington Slept Here, dirigida per William Keighley (1942)
- Hollywood Canteen, dirigida per Delmer Daves (1944)
- The Horn Blows at Midnight, dirigida per Raoul Walsh (1945)
- It#'s en the Bag!, dirigida per Richard Wallace (1945)
- Somebody Loves Me, dirigida per Irving Brecher (1952)
- La reina del vodevil (Gypsy), dirigida per Mervyn LeRoy (1962)
- A Guide for the Married Man, dirigida per Gene Kelly (1967)

## Premis i nominacions

### Premis
- 1958. Globus d'Or al millor programa de televisió
- 1958. Primetime Emmy a la millor actuació en sèrie per còmic, cantant, ballarí, MC o narradaor per The Jack Benny Program
- 1959. Primetime Emmy al millor actor en sèrie còmica per The Jack Benny Program

### Nominacions
- 1956. Primetime Emmy al millor còmic
- 1957. Primetime Emmy al millor actor en sèrie còmica per The Jack Benny Program
- 1970. Primetime Emmy al millor programa musical o de varietats per The Kraft Music Hall